# Hebt den Dachbalken hoch, Zimmerleute und Seymour wird vorgestellt
Hebt den Dachbalken hoch, Zimmerleute und Seymour wird vorgestellt (Originaltitel: Raise High the Roof Beam, Carpenters and Seymour, an Introduction ) sind zwei Erzählungen von J. D. Salinger. Das Buch erschien erstmals 1963 und die deutschsprachige Übersetzung 1965.

## Hebt den Dachbalken hoch, Zimmerleute
Der Ich-Erzähler lebt mit seinen Geschwistern, der älteren Schwester Boo Boo, der jüngeren Schwester Franny und den Brüdern Zooey, Waker und Seymour zusammen. Alle drei haben an der Radioshow Das kluge Kind teilgenommen. Eines Tages erzählt Seymour seiner Schwester eine taoistische Parabel, nämlich die, dass ein makelloses Pferd von den Menschen nicht erkannt werden könnte, aber tatsächlich ein einfacher Bauer nichtsahnend in Besitz eines solchen Pferdes gekommen sei.
Von nun an macht der Erzähler eine Rückblende in das Jahr 1942. Er ist in New York bei der Hochzeit eines Freundes anwesend ist. Die Brautführerin sagt ihm, wie sehr sie die Sendung Das kluge Kind, an der er teilgenommen hatte, gehasst hat. Außerdem hat sie eine Abneigung gegen seinen Bruder Seymour, der vor seiner Einberufung zum Militär als Professor für Englisch arbeitet und die Persönlichkeit eines Dichters hat, obwohl  er nie ein Gedicht verfasst hat.  Während der Hochzeitsvorbereitungen wird dem Bräutigam unwohl, weil er sich zu glücklich fühle, um zu heiraten. Zooey geht ins Bad und liest aus Seymours Tagebuch. Darin schreibt dieser über seinen Militärdienst, die Befürchtung als homosexuell und schizophren zu gelten und dass er als Zwölfjähriger einen Stein auf Charlotte geworfen hat. Nach der Lektüre schreibt Zooey auf den Badezimmerspiegel: „Hebt den Dachbalken hoch, Zimmerleute“, welches ein Zitat von Sappho ist.
Die Brautführerin fragt nach einem Mädchen, das auf den Familienfotos zu sehen ist und der Erzähler antwortet ihr, dass es Charlotte ist, die ebenfalls bei Das Kluge Kind teilgenommen hat. Dem Bräutigam geht es inzwischen wieder besser und er ist bereit für die Feierlichkeiten. Während der Erzähler über den Vorfall mit Charlotte und Seymour nachdenkt, meint er, dass sein Zigarettenstummel ein gutes Geschenk für Seymour sein könnte.

## Seymour wird vorgestellt
Als Fortsetzung zu seiner Novelle Hebt den Dachbalken hoch, Zimmerleute stellt der Erzähler seinen 1948 gestorbenen Bruder Seymour näher vor. Die Novelle beginnt mit einem Exkurs über die verschiedenen Arten von Lesern, nämlich den Durchschnittslesern und den professionellen Lesern, wobei der Erzähler die Durchschnittsleser bevorzugt.
Neben dem Rückverweis auf die Novelle Hebt den Dachbalken hoch, Zimmerleute wird  Seymours literarischer Werdegang beschrieben. Besonders prägten ihn die japanischen und chinesischen Dichter, die Seymour im Original las und deren Gedichte sowohl gleichförmig, gleichzeitig aber auch sehr individuell sein können.  Eine weitere Motivation zum Schreiben war die Bibliothekarin Mrs. Overman, der er  seine Gedichte zum Lesen  widmete. Außerdem wird das Familienleben mit den Geschwistern Waker, Boo Boo, Zooey und dem Erzähler erwähnt und die Tatsache, dass Seymour seinen Geschwistern nicht ähnlich gewesen ist. Die Novelle wird  mittels Fußnoten durch direkt an den Leser adressierte Mitteilungen durchbrochen.

## Kritik
„.Er konstatiert, dass sich Salinger hier von der amerikanischen Tradition abwendet, um an die europäische Tradition essayistischen Erzählens anzuknüpfen. Für ihn steht außer Frage: "Der Fänger im Roggen" ist okay, aber "Franny und Zooey" und "Seymour, eine Einführung" sind Salingers "Meisterwerk".“

## Deutsche Ausgabe
- J. D. Salinger: Hebt den Dachbalken hoch, Zimmerleute, Seymour wird vorgestellt. Aus dem Amerikanischen von Annemarie und Heinrich Böll, Kiepenheuer und Witsch, Köln 1965